# John Lennox
John Carson Lennox (Armagh, Sjeverna Irska, 7. studenoga 1943.) - sjevernoirski matematičar, bioetičar, pisac, kršćanski apologet i akademik. Napisao je niz knjiga o religiji i etici te imao veći broj javnih debata o tim temama.
John Lennox rođen je 1943. u Sjevernoj Irskoj i odrastao je u Armaghu, gdje mu je otac vodio trgovinu. Pohađao je Kraljevsku školu u Armaghu, nakon koje se upisuje na studij matematike na Koledžu Emmanuel pri Sveučilištu u Cambridgeu. Tijekom 1962. također je slušao posljednja predavanja C. S. Lewisa o pjesniku Johnu Donneu. Na Cambridgeu je stekao titulu prvostupnika (B.A.), magistra (M.A.) i doktora (Ph.D.), dok je dodatne doktorate stekao na Sveučilištu u Cardiffu i Oxfordu. Lennox je usto magistrirao i bioetiku na Sveučilište u Surreyju. 
Akademsku karijeru Lennox započinje u Cardiffu, gdje predaje matematiku na Sveučilištu Wales punih 29 godina. U međuvremenu, povremeno je predavao i na sveučilištima u: Würzburgu, Freiburgu (kao član Zaklade Alexander von Humboldt) i Beču, te diljem Zapadne i Istočne Europe, Sjeverne Amerike i Rusije. 
Objavio je preko 70 recenziranih znanstvenih članaka i sastavio dvije monografije o matematici, a radio je i kao prevoditelj ruskih matematičkih radova. Uz engleski i ruski, Lennox govori i francuski, njemački i španjolski jezik. Osim matematike, predavao je i o odnosu religije i znanosti na Oxfordu. Na istu temu napisao je i niz monografija, često u suradnji s filozofom i povjesničarom Davidom Goodingom. 
Lennox je široj javnosti poznat i kao sudionik brojnih javnih debata na temu filozofije, teologije i religije.
Među najpoznatijim knjigama su mu: “Može li znanost objasniti sve?”, “Gdje je Bog u svijetu koronavirusa?, "Je li znanost pokopala Boga?" i dr.

## Vanjske stranice
- Službena internetska stranica Johna Lennoxa